# Aubin Minaku Ndjalandjoko
Aubin Minaku Ndjalandjoko, né le 27 novembre 1964 à Kinshasa, est un homme politique et magistrat (substitut du procureur) de la république démocratique du Congo. Il est président de l’Assemblée nationale de 2012 à 2019.

## Biographie
Minaku est né le 27 novembre 1964 dans la maternité de Kintambo à Kinshasa de parents originaires d’Idiofa dans la province du Bandundu.
Il est élève chez les Jésuites à Kinzambi (l'ancienne Bandundu) et ensuite chez les Salésiens à Imara (Haut-Katanga). Il obtient sa licence en droit international public à l’université de Kinshasa en 1989.  
Chef de travaux à la faculté de droit à l'université de Kinshasa, Aubin Minaku Ndjalandjoko est proclamé le samedi 23 décembre 2017, docteur en droit avec mention « la plus grande distinction » à l’issue de la soutenance de sa thèse intitulée À la recherche d’un mécanisme efficient de poursuite et de répression des crimes internationaux perpétrés en RDC.

### Magistrature
Il est substitut et ensuite premier substitut du procureur de la république au Parquet de grande instance de Kinshasa/Matete de 1990 à 1998.

### Carrière politique
À partir de 1998, il est expert et conseiller de cabinets ministériels et ensuite du cabinet du chef de l’État.
À partir de 2002, il est chef de travaux à la faculté de droit de l’université de Kinshasa où il prépare sa thèse de doctorat en droit international.
En 2005, il fait partie de la cellule de campagne de Joseph Kabila pour l’élection présidentielle de 2006. Il se présente aux élections législatives en 2006 et est élu député national pour Idiofa.
Il est réélu député national aux élections législatives de 2011.
Le 12 avril 2012 il est élu président de l’Assemblée nationale. 
En 2013 lors de la session de l’Assemblée parlementaire de la francophonie (APF) tenue à Abidjan, il est premier vice-président du Bureau de l’APF.
Le 10 juillet 2015, Aubin Minaku Ndjalandjoko a été élu comme président de Assemblée parlementaire de la francophonie (APF) pour une durée de deux ans.